# Haralamb (marinar fictiv)
Haralamb este unul din marinarii echipajului goeletei Speranța, văr primar al lui Ieremia (fostul pușcaș de elită al Armatei Române) și personaj fictiv al romanului Toate pînzele sus!, al scriitorului Radu Tudoran, respectiv unul din personajele principale al serialului de televiziune al Televiziunii Naționale Române aproape omonim, Toate pînzele sus, adaptarea cinematografică a romanului. 
Actorul George Paul Avram, l-a interpretat pe inițial întreținutul (de socru și de nevastă), ulterior marinarul Haralamb.

## Episoade
Haralamb apare în toate cele 12 episoade ale serialului de televiziune.